# 高雄市立三民高級家事商業職業學校
高雄市立三民高級家事商業職業學校（英語：Kaohsiung Municipal Sanmin  Vocational High School Of Home Economics & Commerce），簡稱三民家商，位於高雄市左營區。三民家商周邊有漢神巨蛋購物廣場、高雄巨蛋、瑞豐夜市，以及高雄捷運巨蛋站（1號出口）。

## 校史
- 三民家商於1986年籌備，翌年8月1日創校，初設家事、商業職業類科，包括：服裝科、幼兒保育科、美容科、室內設計科（創校時名稱為室內佈置科）、資料處理科、國際貿易科、觀光事業科與餐飲管理科（創校時名稱為家政科）等八科。
- 1994年開辦體育班（原隸屬於觀光事業科現獨立為普通科）、輕度智能障礙班。
- 1997年開辦實用技能班，曾停止辦理，於2010年再次開辦，又於2017年停止辦理。
- 1999年加入辦理綜合高中，2017年停止辦理。

## 歷任校長
| 任次   | 姓名   | 上任日期      | 卸任日期      |
| ------ | ------ | ------------- | ------------- |
| 第一任 | 陳有華 | 1987年6月22日 | 1995年2月1日  |
| 第二任 | 孫明霞 | 1995年2月1日  | 1999年6月15日 |
| 第三任 | 黃秀霞 | 1999年6月15日 | 2006年7月31日 |
| 第四任 | 黃琇意 | 2006年8月1日  | 2014年8月27   |
| 第五任 | 陳當木 | 2014年8月27日 | 2022年7月31日 |
| 第六任 | 王雪娥 | 2022年8月1日  | 現任          |

## 籃球隊
三民家商籃球隊是高中籃球聯賽（HBL）南部傳統學校，共奪得高中聯賽冠軍兩次亞軍兩次，目前14次打進全國八強。
| 學年度    | 級別 | 成績   |
| --------- | ---- | ------ |
| 88學年度  | 甲級 | 冠軍   |
| 89學年度  | 甲級 | 冠軍   |
| 91學年度  | 甲級 | 第四名 |
| 92學年度  | 甲級 | 亞軍   |
| 93學年度  | 甲級 | 第五名 |
| 94學年度  | 甲級 | 第四名 |
| 95學年度  | 甲級 | 第八名 |
| 96學年度  | 甲級 | 亞軍   |
| 98學年度  | 甲級 | 第六名 |
| 99學年度  | 甲級 | 第四名 |
| 101學年度 | 甲級 | 第五名 |
| 102學年度 | 甲級 | 第三名 |
| 103學年度 | 甲級 | 第七名 |
| 104學年度 | 甲級 | 第六名 |

## 外部連結
- 三民高級家事商業職業學校